# Anthony De La Torre
Anthony De La Torre (Bowling Green, Ohio, 24 de noviembre de 1993) es un actor, músico y compositor estadounidense, reconocido por interpretar a un joven Jack Sparrow en Piratas del Caribe: La venganza de Salazar (2017) y al músico de black metal, Jan Axel Blomberg, en Lords of Chaos (2018).

## Carrera
De La Torre empezó su carrera como actor de voz en la serie Go, Diego, Go!. Acto seguido apareció en dos episodios de la serie de Nickelodeon 100 Things to Do Before High School, interpretando a un actor latino llamado Anthony Del Rey.
En 2017 De La Torre interpretó el papel del joven Jack Sparrow en la película Piratas del Caribe: La venganza de Salazar, dirigida por Joachim Rønning y Espen Sandberg. En julio de 2017 reemplazó a Toby Rand como líder de The Fell, una banda de rock conformada por Mike Krompass, Randy Cooke y Billy Sheehan.
En 2018 interpretó al músico Jan Axel Blomberg / Hellhammer en la cinta de Jonas Åkerlund Lords of Chaos, junto con Rory Culkin, Emory Cohen y Jack Kilmer. De La Torre también interpretó a Hellhammer en el vídeo musical de la canción de Metallica "ManUNkind". La cinta debutó en el Festival de Cine de Sundance de 2018.

## Vida personal
En enero de 2022 anunció su compromiso con la actriz Lana Condor.

## Filmografía

### Cine
| Año  | Título                                     | Rol               | Notas |
| ---- | ------------------------------------------ | ----------------- | ----- |
| 2017 | Piratas del Caribe: La venganza de Salazar | Jack Sparrow      |       |
| 2018 | Lords of Chaos                             | Jan Axel Blomberg |       |
| 2018 | Johnny Gruesome                            | Johnny Grissom    |       |

### Televisión
| Año       | Título                              | Rol             | Notas                  |
| --------- | ----------------------------------- | --------------- | ---------------------- |
| 2008      | Go, Diego, Go!                      | Willie          | 2 episodios            |
| 2015–2016 | 100 Things to Do Before High School | Anthony Del Rey | 2 episodios            |
| 2018      | Vida                                | Jackson         | 1 episodio             |
| 2022      | Américan Horror Stories             | Chaz            | Episodio 3 temporada 2 |